# جوزف لنکستر برنت
جوزف لنکستر برنت (زادهٔ ۳۰ نوامبر ۱۸۲۶- درگذشتهٔ ۲۷ نوامبر ۱۹۰۵)، سیاستمدار و وکیل در کالیفرنیا، مریلند و لوئیزیانا و سرتیپ ارتش مؤتلفه بود.

## زندگی شخصی
جوزف لنکستر برنت در ۳۰ نوامبر ۱۸۲۶، در پومونکی، مریلند تولد شد. والدین او ویلیام لی برنت نماینده کنگره ایالات متحده در لوئیزیانا و یک وکیل در مریلند بود و ماری فنویک برنت، وارث مریلند بود. این خانواده پُرجمعیت شامل چندین برادر و خواهر بودند و بردگان زیادی نیز داشتند.
او توسط معلمان خصوصی آموزش دید و تحصیلات خود در رشته حقوق از دانشگاه جورج‌تاون به‌دست‌ آورد. برنت در سال ۱۸۷۰ با روزل کینر از لوئیزیانا ازدواج کرد.
او در ۲۷ نوامبر ۱۹۰۵ در بالتیمور، مریلند، وفات کرد و از او و همسرش، دو فرزند، نانی ام. و دانکن کی. به یادگار ماند. او در قبرستان گرین مونت در بالتیمور، مریلند به خاک سپرده شد.

## کالیفرنیا
او در سال ۱۸۵۰ با یک کشتی بادبانی از بالتیمور به کالیفرنیا رفت و کتابخانه حقوقی «مناسب، هرچند ناکافی» خود را به همراه آورد.: 47  او به عنوان یک وکیل در لس‌آنجلس «توسط بسیاری از دامداران برای پیگرد حقوقشان از زمین اسپانیایی و مکزیکی استخدام شد». او در سال ۱۸۵۶ در قوه مقننه ایالتی انتخاب شد. او مالک رانچو سان رافائل بود که شامل شهر فعلی پاسادینا در کالیفرنیا می‌شد. این زمین در آن سوی رودخانه لس‌آنجلس موقعیت داشت، جاییکه پارک فعلی گریفیت است. او نام ملک خود را سانتا اولالیا رنچ گذاشت. او همچنین یک کمیسر مدرسه و رهبر جنبش ایجاد یک سیستم مدارس دولتی در لس‌آنجلس بود.
برنت در «کنوانسیون نمایندگان از شهرستان‌های جنوبی، برای تقسیمات ایالتی» شرکت کرد و به همراه بنجامین هیز، جی.اس.کی. اوجیر، آنتونیو اف. کورونل، ایگناسیو دل واله، پیو پیکو و جان ای. لوئیس به کمیته‌ای برای پیش‌نویس قطعنامه نهایی منصوب شدند. قطعنامه که در فوریه ۱۸۵۲ صادر شد اظهار داشت که «این واقعیت که هر ساکن بخش کشاورزی ایالت، سه دلار به خزانه دولت کمک می‌کند، در حالی که ساکنان شهرستان‌های معدنی (که شصت و پنج درصد از کل جمعیت ایالت را تشکیل می‌دهند)، تنها هفده سنت کمک می‌کنند که بی‌عدالتی ظالمانه سازمان کنونی ما را به تصویر می‌کشد».
رأی‌دهندگان لس‌آنجلس در سال ۱۸۵۲، برنت را که یک دموکرات بود به عنوان دومین وکیل شهر خود انتخاب کردند و در سال ۱۸۵۶، او در مجلس ایالتی کالیفرنیا انتخاب شد.
جوزف لنکستر برنت، در اواسط فوریه ۱۸۶۱، به عنوان یک وکیل ثروتمند و قانون‌گذار سابق مناطق جنوبی و همچنین یک لس‌آنجلسی مشهور بود که دادخواست تشکیل سواره‌نظام تفنگدار لس‌آنجلس را به درخواست فرماندار جان جی. دونی برای تشکیل گروهان‌های شبه‌نظامی برای «حفظ نظم» درست قبل از آغاز جنگ داخلی آمریکا امضاء کرد. سواره‌نظام تفنگدار لس‌آنجلسی به عنوان شبه‌نظامیان جدایی‌طلب، متشکل از کالیفرنیای‌ها و آمریکایی‌هایی از ایالات جنوبی بودند که در کالیفرنیای جنوبی ساکن شده بودند.

## جنگ داخلی
پس از سقوط فورت سامتر، سواره‌نظام تفنگدار لس‌آنجلس به تگزاس رفت و نیروهای فدرال به لس‌آنجلس رسید. برنت تصمیم گرفت به شرق بازگردد، وی مزرعه دامداری خود را فروخت و در کشتی پاناما، اس‌اس اوریزابا در سن دیگو سوار شد. او در کشتی با سناتور سابق ایالات متحده، ویلیم ام. گوین و وکیل سابق ایالات متحده، کالهون بینهام همراه شد، آنها تلاش داشتند تا به جنگ جنوب بپیوندند. اگرچه آنان در شهر پاناما، در آب‌های کلمبیا توسط سرتیپ ادوین ووس سمر به جرم خیانت دستگیر شدند. این حادثه می‌توانست ایالات متحده را وارد جنگ با کلمبیا کند، مگر اینکه این سه نفر برای دستگیرشدن موافقت می‌کردند و هیچ ضرری به شهروندان شهر پاناما نمی‌رسید. آنها سرانجام به امر ریس جمهور آبراهام لینکلن آزاد شدند.
برنت فوراً به جنوب رفت تا سرگرد و افسر مهمات، ارتشبد جان بی. ماگرودر در شبه جزیره ویرجینیا شود. او بعداً به عنوان افسر مهمات، ارتشبد ریچارد تیلور به غرب فرستاده شد. او در ۱۷ آوریل ۱۸۶۴، فرماندهی تیپ سواره‌نظام لوئیزیانا را دریافت کرد و در اکتبر ۱۸۶۴ به درجه سرتیپی ارتقا یافت و یکی از سه کالیفرنیایی بود که ارتشبد مؤتلفه یا دیپلمات بودند. او تا پایان جنگ در لوئیزیانا جنگید.
یکی از واقعات جالب درگیرشدن برنت در جنگ، غرق‌کردن کشتی یو اس اس اندیانولا در ۲۴ فوریه ۱۸۶۳ بود. کشتی اندیانولا موظف شده بود تا از جریان تدارکات مؤتلفه از دریای سرخ جلوگیری کند. ارتشبد تیلور به برنت دستور داد تا با زره پوش دشمن با دو کشتی، قایق یدک‌کش ویب و چرخ پره‌ای ملکه غرب که اخیراً از دشمن به دست آمده بود، حمله کنند. آنها از اندیانولا سبقت گرفتند و قبل از آنکه آنها را هدف قرار دهد از دو طرف، هفت بار به او ضربه زدند و اندیانولا تسلیم شد. از دست دادن اندیانولا برای اتحادیه بسیار ناراحت‌کننده بود. در این صورت تمام تلاش‌های دریاسالار دیوید دیکسون پورتر برای بستن دریای سرخ توسط کشتی‌های جداشده در حالی که بدنه ناوگان او در بالای ویکسبورگ، می‌سی‌سی‌پی قرار داشت، خاتمه یافت و این امر در ۱۴ مارس ۱۸۶۳، منجر به مدیریت پرهزینه فراگوت توسط دژهای جنوب در پورت هادسون شد.

## پس از جنگ
پس از جنگ، او تا سال ۱۸۷۰ در بالتیمور وکالت کرد تا اینکه با روسیلا کینر، دختر کشاورز و سیاستمدار لوئیزیانا، دونکان فارار کینر ازدواج کرد. برنت در لوئیزیانا ساکن شد و مزرعه کینر را تا مرگ او در سال ۱۸۸۷ مدیریت کرد. در این زمان آنها یک پسر و دختر داشتند. برنت یک شهروند مشهور و با نفوذ شد و به عنوان یکی از اعضای مجلس قانون‌گذاری، با مبارزه با بخت‌آزمایی کارهای مؤثری انجام داد. او در سال ۱۸۷۶، یک نماینده در کنوانسیون ملی دموکرات از لوئیزیانا و همچنین رئیس انجمن جنگ‌های استعماری مریلند بود.
برنت بعد از سال ۱۸۸۷ به مریلند بازگشت و در حکومت سهیم شد. مجله هارپر، در آوریل ۱۸۹۴، مقاله‌ای از برنت به عنوان «استفاده جنگ از موتورهای صلح» منتشر کرد.